# Horšovský Týn
Horšovský Týn (v chodském nářečí Tejno, německy Bischofteinitz) je město a obec s rozšířenou působností na jihozápadě Česka. Jde o druhé největší a druhé nejlidnatější město okresu Domažlice. Od roku 1849 až do roku 1960 byl Horšovský Týn sídlem okresu. Pro zachovalost svých historických památek je již od roku 1953 městskou památkovou rezervací. Mezi nejvýznamnější objekty patří státní hrad a zámek Horšovský Týn se zámeckým parkem a naučnou stezkou Královská rokle nebo kostel svatého Petra a Pavla na náměstí Republiky s vyhlídkovou věží. Nedaleko města se nachází rozhledna na Šibeničním vrchu, která poskytuje výhled na město, nejbližší okolí a pásmo Českého lesa a Šumavy.
Městem protéká řeka Radbuza, do které se vlévá Černý potok, Křakovský potok a Lazecký potok. Střed města se nachází deset kilometrů severně od Domažlic a 42 kilometrů jihozápadně od Plzně. Žije zde přibližně 5 000 obyvatel.

## Historie
Na území města bývala v prostoru Velkého Předměstí kupecká osada s kostelem svatého Apolináře písemně doložená roku 1184. Na místě zámku stával biskupský dvorec, po jehož požáru nechal nejspíše biskup Jan III. z Dražic postavit okolo poloviny třináctého století kamenný hrad. U jeho východního opevnění založil v letech 1286–1296 biskup Tobiáš z Bechyně „na zeleném drnu“ město Horšovský Týn. V letech 1422 a 1431 bylo město obléháno husity, ale ubránilo se.
V roce 1547, za vlády Lobkoviců, postihl město velký požár, který poničil velkou část města i hradu. Jeho následkem bylo přikročeno k rozsáhlé přestavbě města v renesančním slohu. Na místě hradu vznikl renesanční zámek. Na přelomu 16. a 17. století patřilo týnské panství mezi 10 nejbohatších v českých zemích. Pak ale přišlo české stavovské povstání a následně třicetiletá válka. Vzhledem k tomu, že se Lobkovicové přidali na stranu českých stavů, byl jim zabaven majetek včetně týnského panství. V roce 1622 získal panství Maxmilián z Trauttmansdorffu.
Po třicetileté válce posilovala ve městě německá menšina. Byly postaveny některé stavby v barokním slohu. Po zrušení nevolnictví a reformě veřejné správy se Horšovský Týn stal v roce 1849 okresním městem. Začátkem 20. století se ve městě začal rozvíjet drobný průmysl. Tomu napomohla i výstavba železniční tratě Staňkov–Poběžovice v roce 1900.
Důsledkem druhé světové války, která ve městě skončila osvobozením americkou armádou 5. května 1945, byl odsun německého obyvatelstva. Ten ale nebyl tak citelný jako v jiných západočeských pohraničních městech, neboť Horšovský Týn patří do tradičně české oblasti Chodska.
Po nástupu komunismu v roce 1948 došlo ke znárodnění průmyslových podniků a založení JZD. Byla zahájena výstavba nových závodů a obytných čtvrtí (např. sídliště na Malém předměstí). V roce 1953 bylo historické centrum města jako jedno z prvních měst v Československu vyhlášeno městskou památkovou rezervací. Od 1. července 1960 patří město Horšovský Týn s celým svým původním okresem pod okres Domažlice. V průběhu let 1960–1989 došlo k rozsáhlé integraci okolních obcí. I díky tomu je Horšovský Týn rozlohou druhou největší obcí okresu.
Po roce 1989 nastala postupná likvidace zemědělské výroby[zdroj?] (rozpad JZD), úpadek průmyslové výroby[zdroj?] a nárůst nezaměstnanosti. Nezaměstnanost v roce 2010 dosáhla 9,29 % (ČSÚ).[zdroj?]
V roce 2006 proběhla rekonstrukce náměstí, postupně došlo také k opravám v objektu zámku. V měsíci listopadu město i zámek každoročně ožívá Mezinárodním filmovým festivalem pro děti a mládež Juniorfest, který se zde koná od roku 2008, a kde je Horšovským Týn také hlavním festivalovým městem. Tradičně sem přijíždějí známé hvězdy české i světové kinematografie, v městském a zámeckém kině se promítají filmy převážně z české a filmové produkce a zajímavé jsou též další doprovodné akce (Pevnost Týn nebo Strašidelná stezka).

## Obyvatelstvo

### Počet obyvatel a jeho vývoj
| Rok            | 1869  | 1880  | 1890  | 1900  | 1910  | 1921  | 1930  | 1950  | 1961  | 1970  | 1980  | 1991  | 2001  | 2011  | 2021  |
| -------------- | ----- | ----- | ----- | ----- | ----- | ----- | ----- | ----- | ----- | ----- | ----- | ----- | ----- | ----- | ----- |
| Počet obyvatel | 4 851 | 5 168 | 4 942 | 4 791 | 5 148 | 5 250 | 5 179 | 3 805 | 4 094 | 4 052 | 4 966 | 5 047 | 4 938 | 4 924 | 4 781 |
| Počet domů     | 655   | 693   | 698   | 737   | 774   | 795   | 897   | 974   | 752   | 757   | 838   | 950   | 1 023 | 1 163 | 1 194 |

### Národnostní složení
Při sčítání lidu v březnu 2001 žilo ve městě 4 938 obyvatel. V Horšovském Týně se hlásí hned několik lidí k mnoha národnostem, nejvíce zde však žijí Češi, Slováci a Němci. Ostatní národnostní menšiny jsou početně zastoupeny pod 40 osob.

### Náboženství
Podíl věřících na počtu obyvatel města byl 22,90 %. Z tohoto počtu se 87,27 % věřících řadilo k římskokatolické církvi.

## Městská správa

### Části města
- Borovice
- Dolní Metelsko
- Hašov
- Horní Metelsko
- Horšov
- Kocourov
- Lazce
- Malé Předměstí
- Město
- Nová Ves
- Oplotec
- Plzeňské Předměstí
- Podhájí
- Podražnice
- Semošice
- Svatá Anna
- Svinná
- Tasnovice
- Valdorf
- Velké Předměstí
- Věvrov

Od 1. ledna 1985 do 23. listopadu 1990 k městu patřily i Chřebřany, Libosváry a Vidice a od 1. července 1985 do 23. listopadu 1990 také Křenovy.

### Městské symboly
Vlajka byla městu udělena rozhodnutím předsedy Poslanecké sněmovny Parlamentu České republiky dne 21. června 2018.

## Hospodářství
Ke dni sčítání lidu 2001 bylo napočítáno 2 714 ekonomicky aktivních osob. 34,30 % z nich zaměstnával průmysl; 9,14 % obory jako školství a zdravotnictví, stejné zastoupení měli také pracovníci stavebnictví. 8,18 % obyvatel zaměstnávalo zemědělství. 55,93 % zaměstnaných pracovníků dojíždělo do zaměstnání v rámci obce. Nezaměstnanost ve městě dosahovala v roce 2001 5,42 %. Míru nezaměstnanosti 5,31 % udává pro město i s okolím domažlický úřad práce za květen 2007.

### Služby
Město je vybaveno službami odpovídající své úloze střediska menšího regionu v rámci okresu. Na Malém předměstí jsou dvě základní školy v Masarykově a Nádražní ulici. Město má také základní uměleckou školu. Střední školství reprezentují střední odborná škola a střední odborné učiliště v Littrowě ulici, a Základní škola a odborná škola v Nádražní ulici a na Plzeňském předměstí pro žáky se speciálními vzdělávacími potřebami. Nejbližší gymnázium je v Domažlicích.

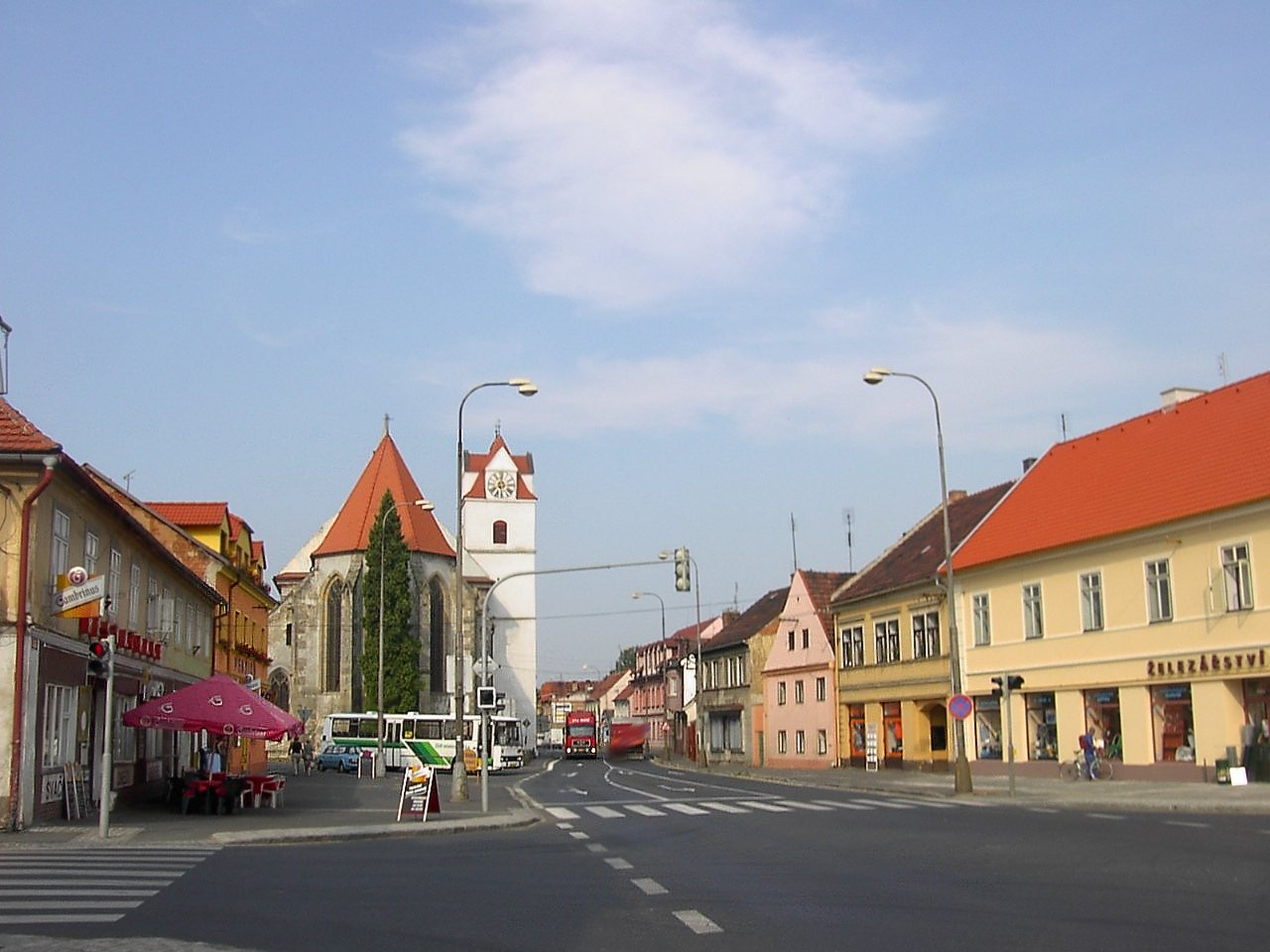
Gotický kostel svatého Apolináře při hlavním silničním průtahu městem

Ve městě je také zdravotní středisko. Zřízena byla městská policie, která se společně s Policií ČR stará o bezpečnost a pořádek ve městě. Město má jedinou poštu v Pivovarské ulici. Ubytovací kapacity zajišťuje hotel Šumava a hotel Gurmán na náměstí Republiky a větší počet penzionů.

## Doprava
Hlavní silniční komunikací protínající město je silnice I/26 z Plzně na HP Folmava/Furth im Wald. Na tuto silnici navazuje větší počet silnic II. třídy: Silnice II/193 Žlutice – Stříbro – Domažlice ; Silnice II/200 Bor u Tachova – Horšovský Týn a Silnice II/197 HP Železná/Eslarn – Bělá nad Radbuzou – Horšovský Týn.
Městem prochází lokální jednokolejná železniční Trať 182 ze Staňkova do Poběžovic. Na trati je v pracovní dny vedeno zhruba 8 párů vlaků. Na okraji města jsou na trati stanice Horšovský Týn a zastávky Semošice a Semošice-Peřina.
Městem projíždí také celá řada zejména místních autobusových linek s hlavní zastávkou na křižovatce ulic Domažlická a Nádražní. Nejvýznamnějšími spoji jsou asi linky Plzeň–Domažlice a dálková linka Praha – Plzeň – Domažlice. Ostatní linky slouží zejména ke spojení okolních vesnic s městem.

## Společnost
Mezi kulturní akce města patří Anenská pouť, která se každoročně koná koncem července.

## Pamětihodnosti

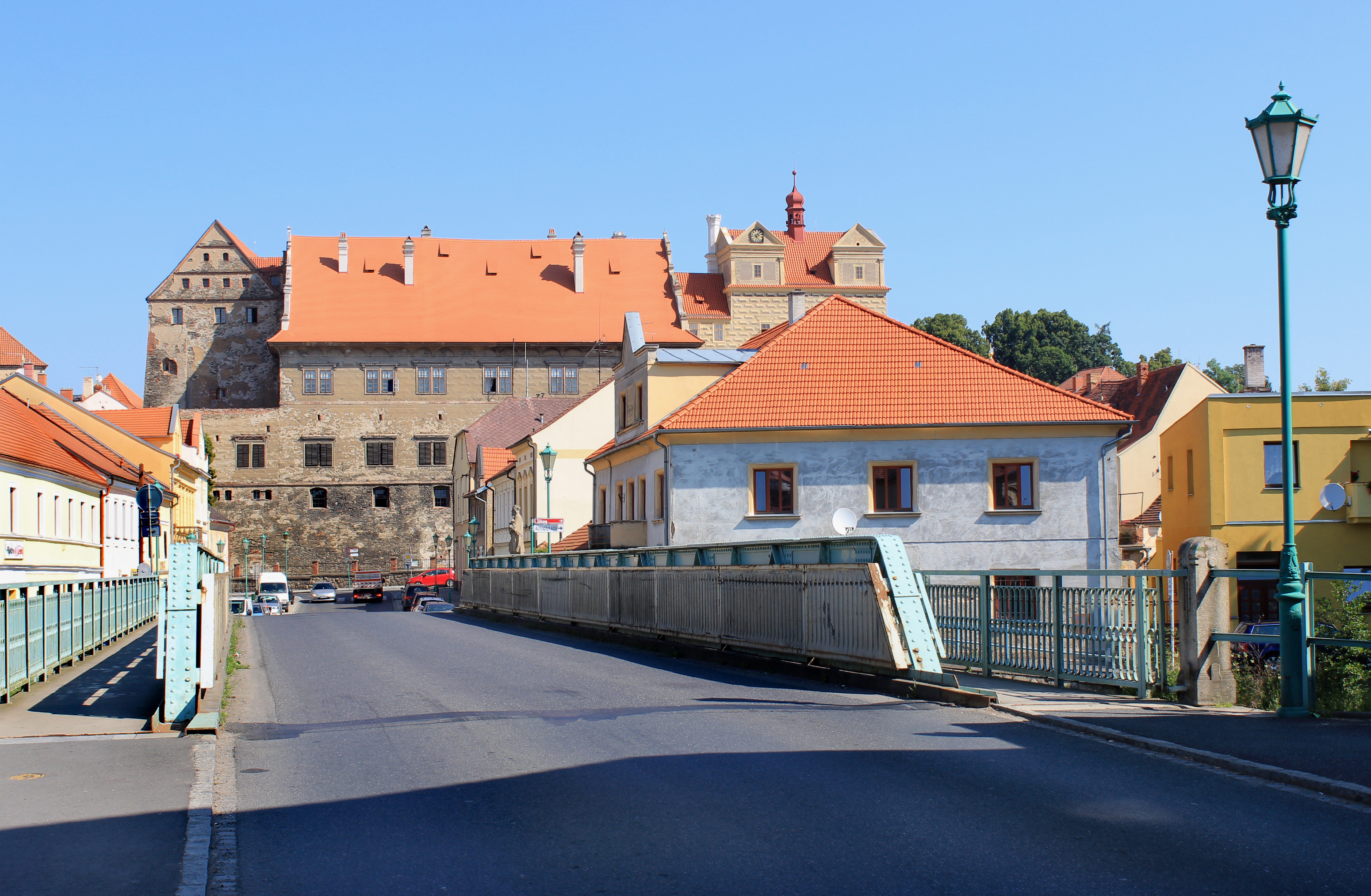
Most přes Radbuzu, v pozadí hrad a zámek Horšovský Týn

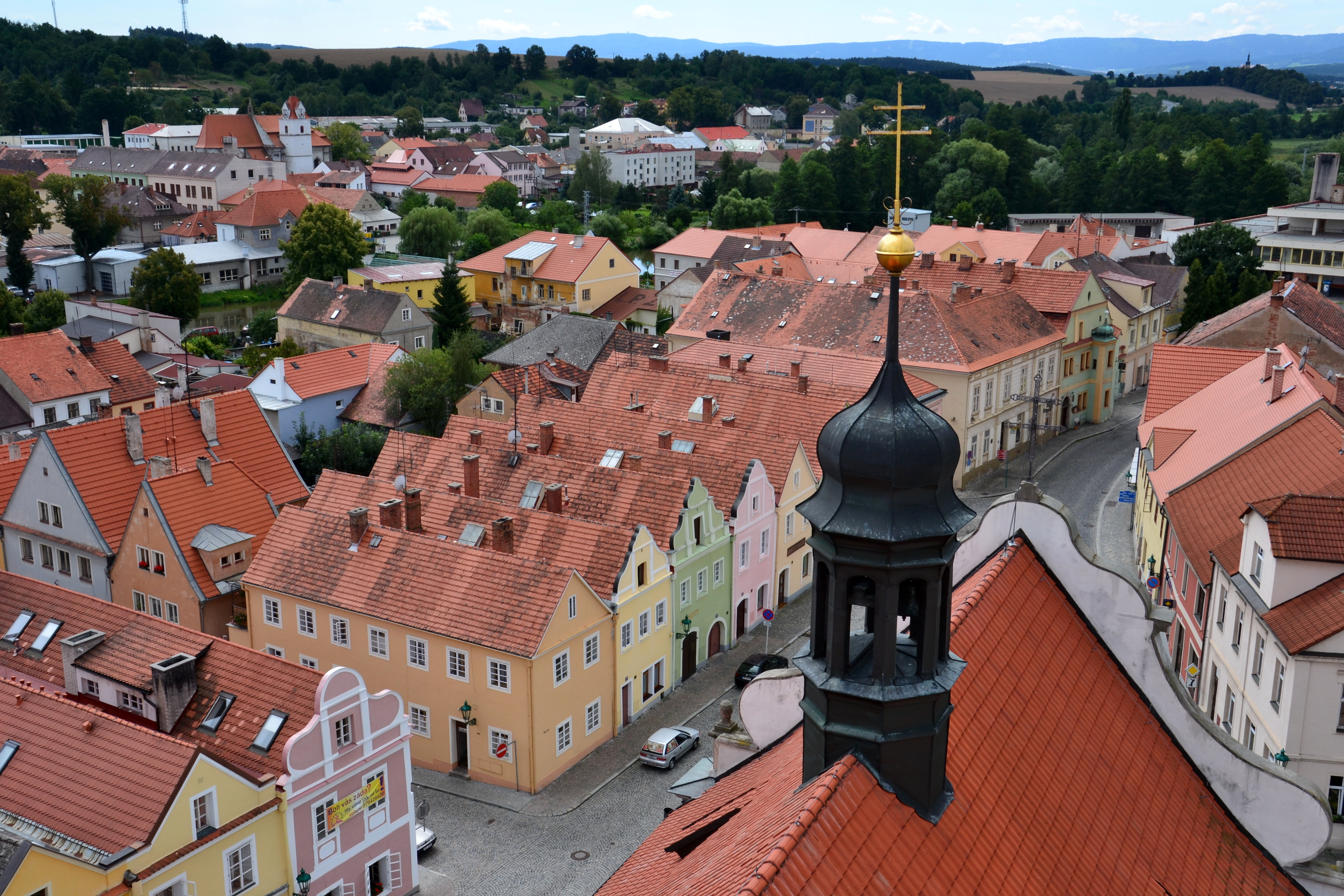
Domy v jihozápadní části náměstí

Horšovský Týn je pro krásu a zachovalost svých historických památek již od roku 1953 městskou památkovou rezervací. Mezi jeho hlavní památky patří:
- Kostel svatého Petra a Pavla na náměstí Republiky byl postaven v 80. letech 13. století v raně gotickém stylu, v 17. století byl přestavěn ve stylu barokním. Jeho 38 m vysoká kostelní věž umožňuje návštěvníkům daleký výhled do okolní krajiny.
- Radnice na náměstí Republiky byla vystavěna v 16. století v pozdně gotickém stylu, po požáru v roce 1547 přestavěna ve stylu renesančním. O sto let později byla znovu přestavěna v barokním stylu a nedlouho poté (1708) opět vyhořela a byla opět obnovena. Třetí požár v historii ji postihl v roce 1801. Poslední úprava proběhla mezi roky 1964–1967, kdy byl radnici navrácen její renesanční vzhled.
- Kapucínský klášter s kostelem svatého Víta, Václava a Vojtěcha byl vystavěn v barokním stylu v roce 1654. Jako klášter definitivně zanikl v roce 1950, kdy se z něj stal sklad potravin. V roce 2015 probíhala jeho rekonstrukce.
- Komplex hradu a zámku Horšovský Týn založený v 13. století s dochovanou raně gotickou kaplí, přestavěný v roce 1550 v renesančním stylu. Severně od zámku se rozkládá rozsáhlý zámecký park.
- Kostel svaté Anny na Vršíčku – poutní pozdně gotický kostel s unikátním klenebním obrazcem v presbytáři byl založen bratry Jiřím a Volfem z Ronšperka a vysvěcený v roce 1516. Po polovině 18. století barokně přestavěný (klenba v lodi, přistavěna sakristie), dominanta krajiny při hlavní silnici na Domažlice. Trauttmansdorffové nechali v podzemí kostela v polovině 19. století (1835–1842) zbudovat empírovou rodinnou hrobku. Tehdy také za kostelem vznikla empírová pohřební kaple Jana Norberta Trautmannsdorfa s trojúhelným štítem. Původní vnitřní vybavení kostela se nedochovalo, ale zaujme síťová klenba v presbytáři. Ke kostelu vede křížová cesta zakončená kaplí Božího hrobu z roku 1696, kterou zdobí erby Trauttmansdorffů a Liechtensteinů (Anna Marie Trautmannsdorfová rozená z Lichtensteinu).
- Kostel svatého Apolináře na Husově náměstí – gotický kostel z poloviny 13. století, jedna z nejstarších staveb ve městě. Nacházejí se v něm vzácné malby Horšovského Týna z roku 1500. Stojí na Velkém Předměstí při hlavním silničním průtahu městem.
- Městské opevnění ze 14. století

## Osobnosti
- Jindřich Scribonius (1510–1586), český kněz a pražský probošt
- Vilém Popel z Lobkovic (1568–1637), nejvyšší hofmistr Českého království
- Felix Kadlinský (1613–1675), spisovatel a překladatel, jezuita, profesor teologie a přírodních věd
- Joseph Johann von Littrow (1781–1840), astronom, selenograf. Na Měsíci je po něm pojmenován kráter Littrow a údolí Taurus-Littrow
- Johannes Matthias Alexander Ecker (1766–1829), chirurg
- Eduard Baar von Baarenfels (1855–1935), důstojník rakousko-uherské armády
- Egon Weißenbach (1897–1966), malíř
- kníže Rudolf Trauttmansdorff-Weinsberg (* 18. listopadu 1923)
- hrabě Friedrich Trauttmansdorff-Weinsberg (* 21. června 1926), po odsunu zemědělec v Kanadě
- Peter Kneißl (* 1938), historik

## Partnerská města
- Maarkedal, Belgie
- Nabburg, Německo

## Galerie

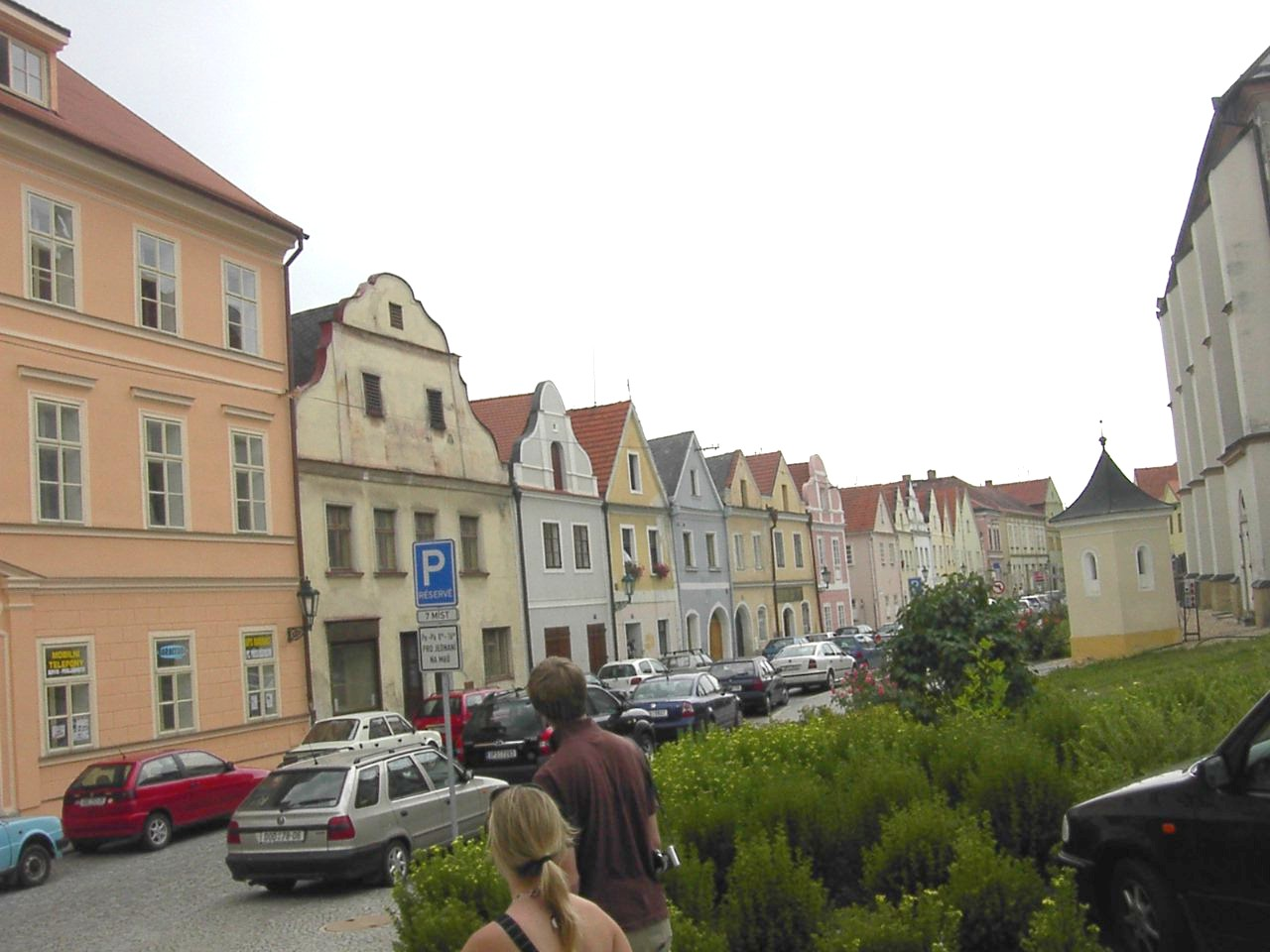
Renesanční měšťanské domy na spodní straně náměstí Republiky
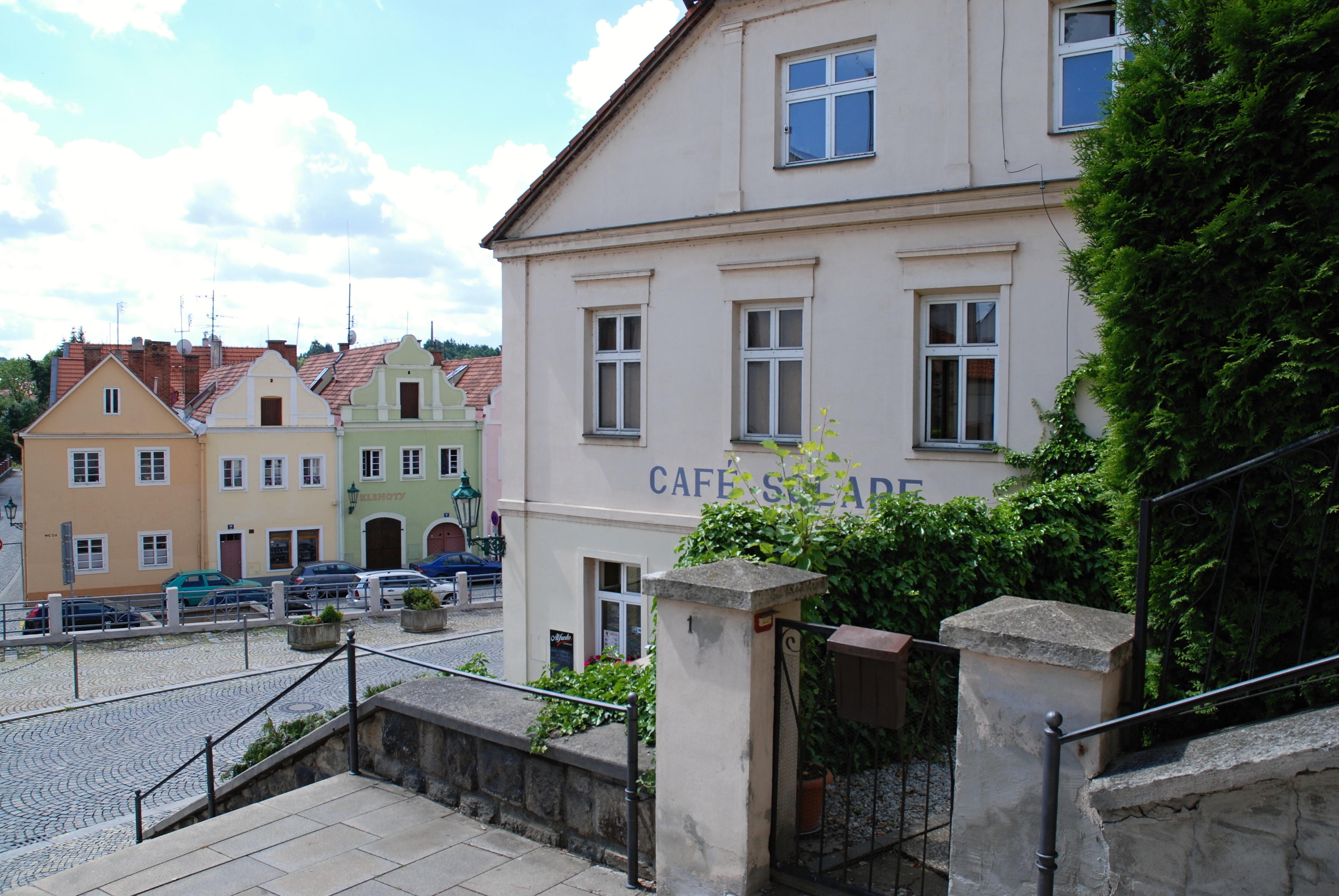
Café Solare u náměstí, v pozadí měšťanské domy
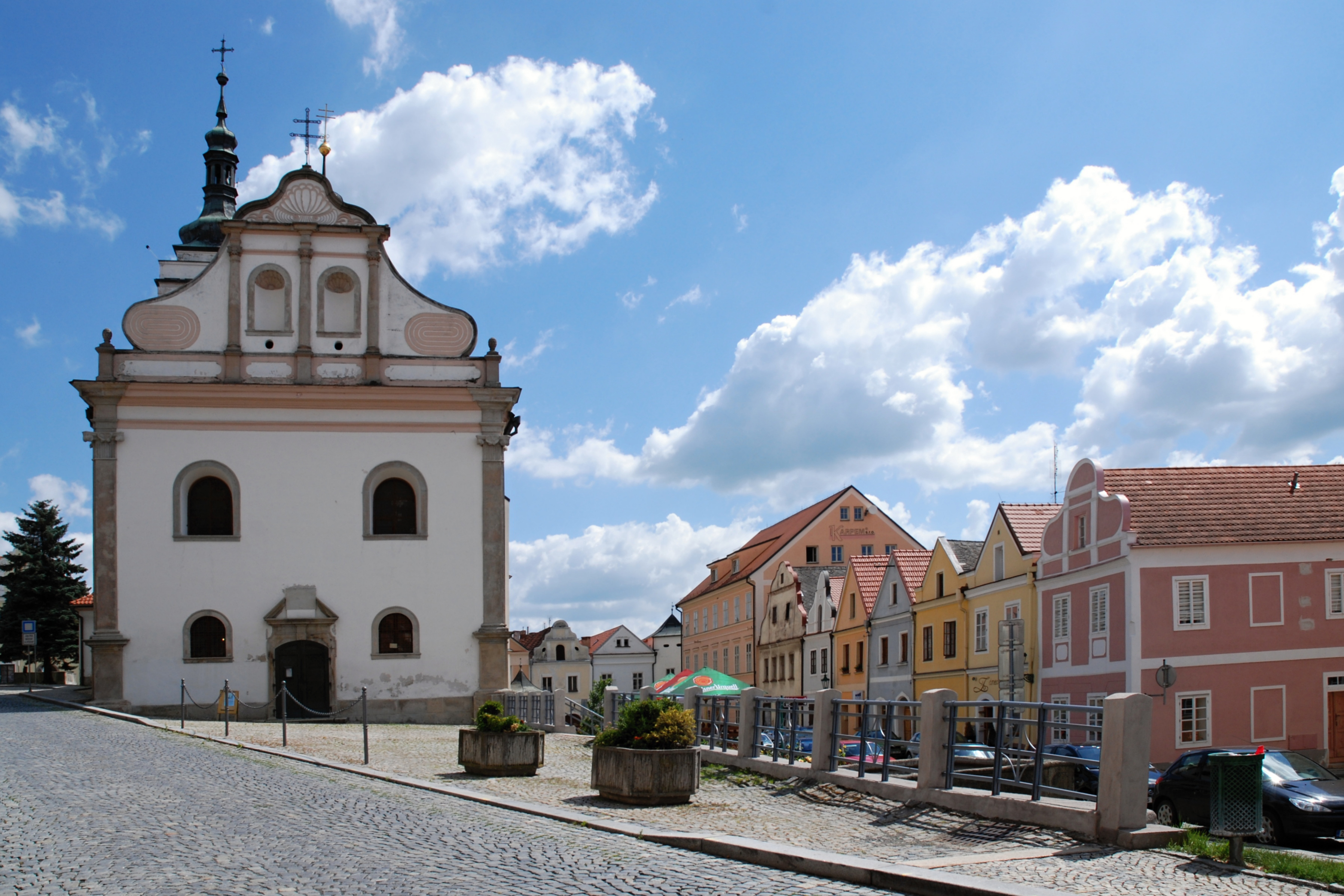
Kostel sv. Petra a Pavla, vpravo měšťanské domy
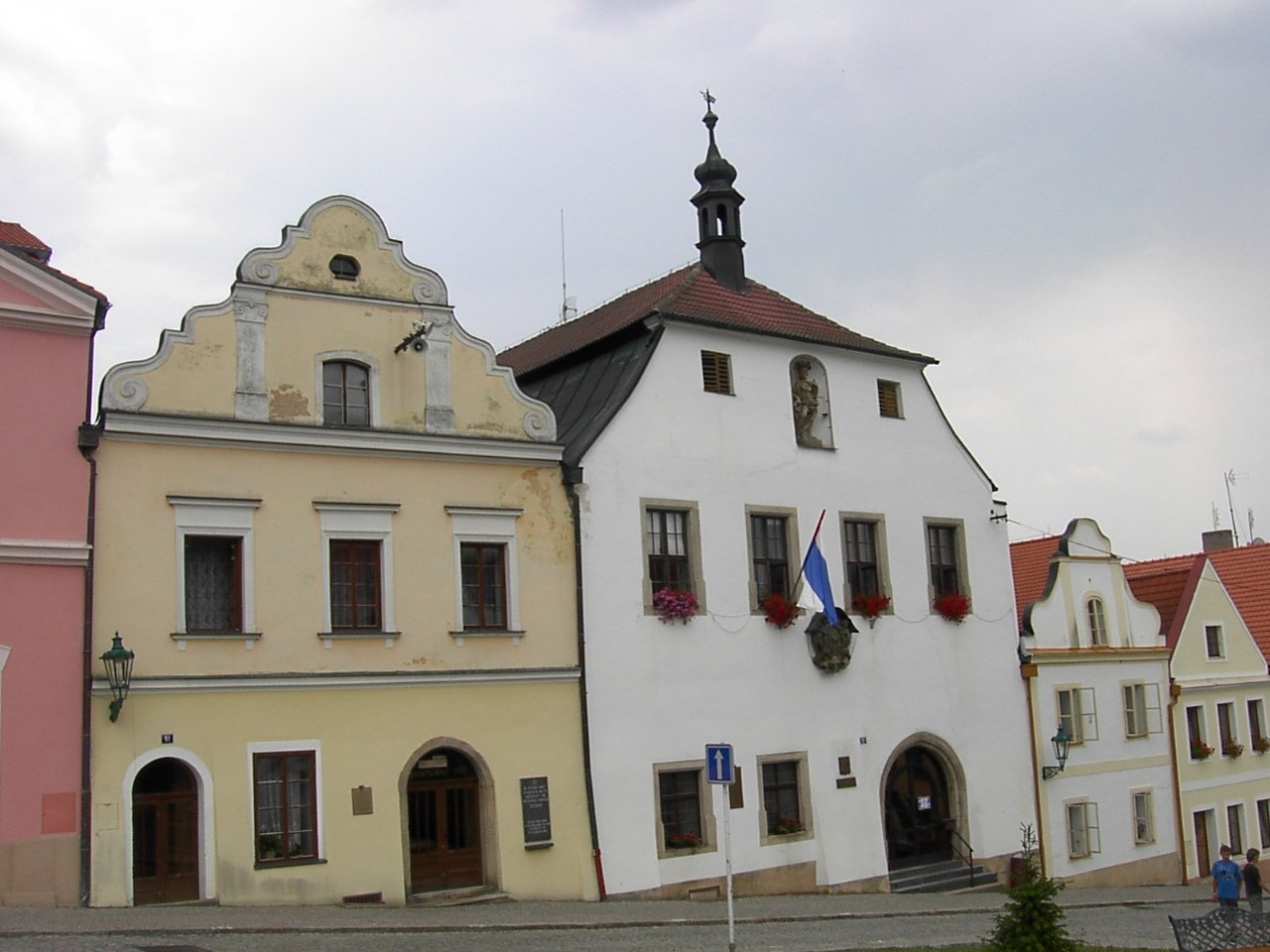
Renesanční radnice v Horšovském Týně